# Nomada trapeziformis
Nomada trapeziformis ist eine Biene aus der Familie der Apidae. 

## Merkmale
Die Bienen haben eine Körperlänge von 10 bis 11 Millimeter (Weibchen) bzw. 9 bis 11 Millimeter (Männchen). Der Kopf und Thorax der Weibchen ist schwarz und ist stark rot gezeichnet. Die Tergite sind rot, basal und am Endrand sind sie schwarz, das zweite bis fünfte hat zudem gelbe Flecken. Das Labrum ist rot. Der Stirnkiel ist sehr hoch und fällt oben steil zur Stirn ab, was die Art von ähnlichen Arten abgrenzt. Das dritte Fühlerglied ist unten etwas kürzer als das vierte. Sämtliche Glieder sind länger als breit. Das Schildchen (Scutellum) ist rot. Die Schienen (Tibien) der Hinterbeine sind am Ende stumpf und haben mehrere kurze, kleine Dornen. Bei den Männchen ist der Kopf schwarz und hat eine gelbe Zeichnung, der Thorax ist ebenso schwarz und ist nur schwach gelb gefleckt. Das Schildchen ist rot gefleckt, die Tergite sind schwarz, haben jedoch mittig rötliche Stellen und sie sind gelb gefleckt.

## Vorkommen und Lebensweise
Die Art ist in Süddeutschland, Österreich und Tschechien verbreitet. Die Tiere fliegen in zwei Generationen von Anfang April bis Mitte Mai und Ende Juli bis Anfang September. Sie parasitieren vermutlich Andrena barbareae und Andrena limata.

## Belege
Felix Amiet, M. Herrmann, A. Müller, R. Neumeyer: Fauna Helvetica 20: Apidae 5. Centre Suisse de Cartographie de la Faune, 2007, ISBN 978-2-88414-032-4.